# 巴布達島
巴布達島（英語：Barbuda）是位于加勒比海的一个岛屿，为安提瓜和巴布达的主岛之一，面积160平方公里，人口约有1500人，其中三分之二住在首府科德灵顿。位於安地卡島北方，距离40公里。
巴布達島位於東加勒比海的小安地列斯群島中間，南方為蒙特塞拉特岛和瓜德羅普島。
2017年，颶風艾瑪摧毀了島上95%的建築物，破壞程度在島上前所未見，居民被迫撤離至安提瓜島。截至2019年，僅75%的島民重返家園。
1. ↑   (PDF). （原始内容 (PDF)存档于2023-08-02）.